# نوتردام دي ليل بيرت (كيبك)
نوتردام دي ليل بيرت، كيبك (بالإنجليزية: Notre-Dame-de-l'Île-Perrot)‏ هي مدينة كندية تقع في مقاطعة كيبك. تبلغ مساحة هذه المدينة 27.7954 (كم²)، ويبلغ عدد سكانها 9885 نسمة حسب إحصاء سنة 2006 م، بينما كان يسكنها 8546 نسمة في سنة 2001 م. تحتل هذه المدينة المرتبة رقم 385 بين مدن كندا حسب عدد السكان والمرتبة رقم 97 في المقاطعة. النمو سكاني في هذه المدينة يقدر بـ(15.7).

## وصلات خارجية
- الأطلس الحكومي لكندا
- إحصاءات كندا مع ساعة تعداد السكان